# Erika Kickton
Erika Kickton (* 21. Mai 1896 in Berlin-Schöneberg; † 28. September 1967 in Wiesbaden) war eine deutsche Journalistin, Musikwissenschaftlerin und Komponistin. 

## Leben
Erika Kickton wurde in Berlin als Tochter des Kirchenbauers Arthur Kickton geboren. In den 1920er- und 1930er-Jahren lebte sie mit ihrer Lebensgefährtin in Locarno-Monti in der Schweiz. In ihrem Werk Charakterkunde thematisierte sie kurz den „Edelkommunismus“ auf dem Locarno benachbarten Monte Verità. 1942 hatte sie ihren Wohnsitz in Potsdam-Neubabelsberg. Während der Zeit des Nationalsozialismus wurde sie wegen der Verweigerung des Hitlergrußes für zwei Wochen inhaftiert.
1947 promovierte sie mit der Dissertation Das Problem der Konsonanz zum Dr. phil. 1963 lehrte sie Charakterkunde an der Universität Frankfurt am Main.

## Schriften
- Das Problem der Konsonanz. 1947
- Was wissen wir über Musik. Merseburger, Leipzig 1926.
- Charakterkunde. Bernard & Graefe, Berlin 1958.
- Musikwissenschaft im Umriß. Max Hesse, Berlin 1958.
- Die Beziehung der Tonkunst zur Philosophie. Kgr-Ber. Basel 1949, Kassel o. J.
- Drei Lieder nach Gedichten von Hermann Löns (Musikalische Fundgrube)
- Durch Potsdams Gärten. 1921.
- Gedanken und Stimmungen in Versen. 1921.
- Von Poztupimi nach Potsdam. Ein Spaziergang durch die Jahrhunderte (= Westermanns Monatshefte. Band 136). Westermann, Braunschweig 1924.